# Metròfanes II
Metròfanes I (en grec medieval Μητροφάνης Β') va ser patriarca de Constantinoble de l'any 1440 al 1443.
Bisbe metropolità de Cízic, va ser un dels assistents al Concili de Basilea, Ferrara i Florència on es va discutir la unificació entre les esglésies d'Orient i d'Occident. L'emperador Joan VIII Paleòleg el va nomenar patriarca quan va morir a Florència el seu antecessor, Josep II de Constantinoble, després de definir-se com a defensor de la unió de les esglésies.
Quan va prendre possessió, diversos caps eclesiàstics dirigits per Marc Eugènic, que s'oposaven a acceptar l'autoritat del Papa, van protestar pel seu nomenament, i un sínode a Jerusalem el va condemnar l'any 1443. Sembla que aquest fet el va portar a la mort, ja que va morir aquell mateix any.